# Stibiconite
La stibiconite è una varietà del gruppo della roméite. È stata considerata una specie a sé stante fino alla revisione effettuata dall'IMA nel 2010 del supergruppo del pirocloro.

## Abito cristallino
Terroso. Sotto forma di incrostazioni.

## Origine e giacitura
Il minerale si trova nelle miniere di alterazione di antimonio. Nelle zone idrotermali come alterazione della antimonite.

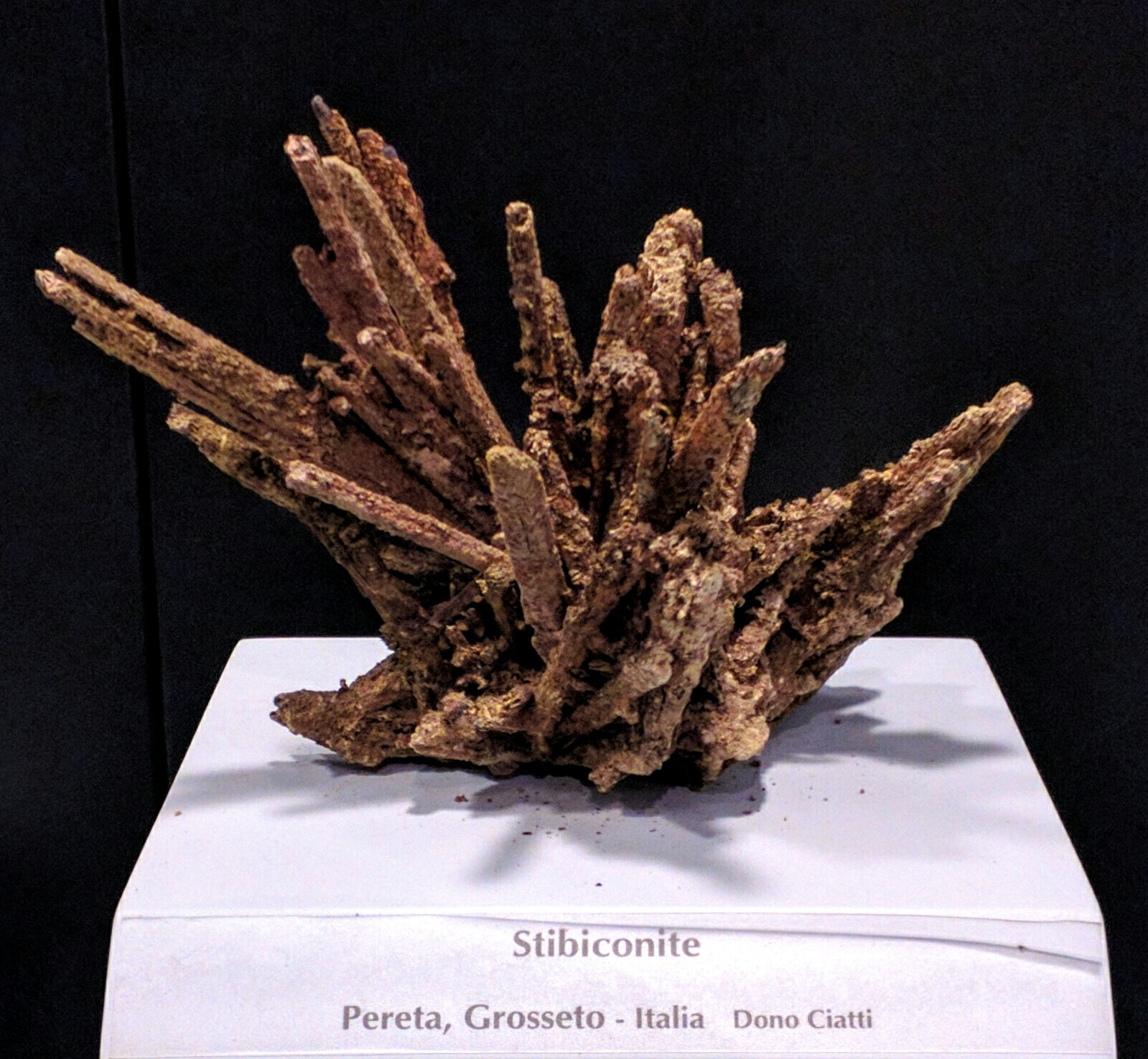
Stibiconite

## Forma in cui si presenta in natura
Massivo, compatto, botrioidale, in croste botrioidali, granulare, polverulento.

## Caratteristiche chimico-fisiche
- Peso molecolare: 478,25 grammomolecole[1]
- Densità di elettroni: 5,15 g/cm³
- Indici quantici[1]:
  - fermioni: 0,0001127209
  - bosoni: 0,9998872791
- Indici di fotoelettricità[1]:
  - PE: 255,78 barn/elettrone
  - ρ: 1316,30 barn/cm³
- Indice di radioattività: GRapi: 0 (Il minerale non è radioattivo)[1]

## Luoghi di ritrovamento
- In Europa: Baia Sprie (Romania)[3][4]; Fichtelgebirge, in Baviera (Germania);[3] a Losacio (Spagna)[4];
  - In Italia: San Bartolomeo Val Cavargna (provincia di Como)[3]; Cetine di Cotorniano presso Rosìa (provincia di Siena)[3][4]; dalle Zolfiere, presso Scansano (provincia di Grosseto)[3][4];
- Resto del mondo: Catorce, presso San Luis Potosí[3], Sonora[4] (Messico); nel Borneo[4].